# Лааму
Атолл Лааму[уточнить] (мальд. ހައްދުންމަތި), или  атолл Хаддунмати[уточнить], — административная единица Мальдивских островов. Он полностью соответствует природному атоллу с таким же названием. Административный центр атолла Каафу располагается на острове Фонадхоо.
Атолл по большей своей части обрамлён коралловыми рифами, широчайшие из них увенчаны островами. Множество островов расположено вдоль восточной и южной границ атолла.
Каафу имеет типичную для атоллов географию, за исключением рифового выступа на северо-восточной оконечности, образующего остров Идхоо. 
Рифы преимущественно небольшой ширины без каких-либо признаков вилу (глубоких бассейнов), за исключением их восточных границ, которые усеяны довольно крупными для Мальдивского архипелага островами. Лагуна атолла открыта и мелководна, дно илисто и его средняя глубина составляет от 30 до 34 метров.
Атолл Лааму формирует южную границу Центральных Мальдив.
Традиционно мальдивцы называют атолл  просто Хаддунмати без добавления слова атолу в конце.
Внутренний аэропорт Кадхоо располагается на одноимённом острове Кадхоо.

## Административное деление
Хаа Алифу, Хаа Даалу, Шавийани, Ноону, Раа, Баа, Каафу, и т. д. являются буквенными обозначениями, присвоенными современным административным единицам Мальдивских островов. Они не являются собственными названиями атоллов, которые входят в состав этих административных единиц. Некоторые атоллы разделены между двумя административными единицами, в другие административные единицы входят два или более атоллов. Порядок буквенных обозначений идет с севера на юг по буквам алфавита тана, который используется в языке дивехи. Эти обозначения неточны с географической и культурной точки зрения, однако популярны среди туристов и иностранцев, прибывающих на Мальдивы. Они находят их более простыми и запоминающимися по сравнению с настоящими названиями атоллов на языке дивехи (кроме пары исключений, как, например, атолл Ари).

## Обитаемые острова
В состав атолла Лааму входят 12 островов, имеющих постоянное местное население: Дханбидхоо, Фонадхоо, Гаадхоо, Ган, Хитадхоо, Исдхоо, Кунахандхоо, Калхаидхоо, Маабаидхоо, Маамендхоо, Маавах, Мундоо.

## История
Атолл Лааму, будучи крупнейшим по площади среди Мальдивских островов, играл важную роль в истории островного государства. Ряд островов, расположенных на восточной части атолла (Дханбидхоо, Ган, Исдхоо и Мундоо) обладают важными археологическими памятниками, которые включают в себя руины монастырей, вихар и ступ внушительных размеров. В 2015 году на атолле Лааму проходили съёмки фильма «Изгой-один. Звёздные войны: Истории».